# Капьяго-Интимьяно
Капьяго-Интимьяно (итал. Capiago Intimiano) — коммуна в Италии, располагается в регионе Ломбардия, подчиняется административному центру Комо.
Население составляет 5196 человек (на 2004 г.), плотность населения составляет 968 чел./км². Занимает площадь 5 км². Почтовый индекс — 22070. Телефонный код — 031.
Покровителями коммуны почитаются святой Леонард Ноблакский, празднование 6 ноября, а также святые Анастасий Персиянин и Викентий Сарагосский.

## Города-побратимы
- Буяк[венг.], Венгрия